# Omomiłek zachodni
Omomiłek zachodni (Cantharis cryptica) – gatunek chrząszcza z rodziny omomiłkowatych i podrodziny Cantharinae.

## Morfologia
Chrząszcz o wydłużonym ciele długości od 7 do 8 mm. Głowę ma w całości żółtopomarańczową lub żółtobrązową. Przedplecze ma wypukłą, ale nie półkolistą krawędź przednią oraz zaokrąglone kąty przednie i krawędzie boczne oraz zaokrąglone, ale wyraźnie zaznaczone kąty tylne. Ubarwienie przedplecza i tarczki również jest jednolicie żółtopomarańczowe. Pokrywy są jednolicie brązowożółte, porośnięte jasnym owłosieniem. Odnóża są żółtobrązowe lub żółtopomarańczowe, zazwyczaj z zaciemnionymi lub czarnymi wierzchołkami ud. Pazurki wszystkich par mają pojedyncze wierzchołki. Kolor odwłoka jest pomarańczowy. Genitalia samca odznaczają się szerokimi, trójkątnymi laterofizami oraz niewykraczającymi poza zarys tarczki grzbietowej paramerami.

## Ekologia i występowanie
Owad ten zasiedla skraje lasów, polany, wrzosowiska, zarośla, suche zbocza, nadmorskie wydmy i łąki. Osobniki dorosłe obserwuje się od końca maja do lipca. Chętnie przesiadują na roślinności zielnej. Zarówno larwy, jak i owady dorosłe są drapieżnikami.
Gatunek palearktyczny, zachodnioeuropejski. W Europie znany jest z Portugalii, Hiszpanii, Irlandii, Wielkiej Brytanii, Francji, Belgii, Luksemburga, Niemiec, Szwajcarii, Danii, południowej Szwecji, Finlandii i Polski. W tej ostatniej podawany jest z zachodniej części kraju oraz z Mazur.